# 도스 카스티야스역
도스 카스티야스 역(스페인어: Dos Castillas)은 마드리드 경전철 2호선의 역이다. 마드리드 지방 포수엘로데알라르콘 시의 도스 카스티야스 거리에 위치해 있다. 포수엘로 시의 중심부와 가장 가까운 역이다. 요금구역상으로는 B1구역에 속한다.

## 역사
2007년 7월 27일 마드리드 경전철 2호선의 개통과 함께 문을 열었다.

## 환승 정보
이 역 주변에는 버스 정류장이 없다.
경전철
| 마드리드 경전철        | 마드리드 경전철       | 마드리드 경전철               |
| ---------------------- | --------------------- | ----------------------------- |
| 벨히카 콜로니아 하르딘 | 마드리드 경전철 2호선 | 캄푸스 데 소모사과스 아라바카 |